# Киреева, Клавдия Андреевна
Клавдия Андреевна Киреева (до замужества Марудо; род. 30 ноября 1946, Москва) — советская спортсменка, двукратная чемпионка СССР (1969, 1970) и двукратный призёр чемпионатов Европы (1969, 1970) по академической гребле. Мастер спорта СССР международного класса (1969). 

## Биография
Родилась 30 ноября 1946 года в Москве. Начала заниматься академической греблей в возрасте 16 лет в ДСО «Водник» у Тамары Харузиной. В 1964 году продолжила тренироваться в ВФСО «Динамо» под руководством Павла Санина, в 1968—1972 годах жила в Киеве, где с ней работал Герман Ушаков.
Наиболее значимых результатов добивалась на рубеже 1960-х и 1970-х годов, когда дважды становилась чемпионкой СССР в классе восьмёрок и дважды выигрывала серебряные медали чемпионатов Европы в той же дисциплине.
В 1972 году завершила свою спортивную карьеру. В 1974 году окончила Киевский государственный институт физической культуры. В дальнейшем работала инструктором по спорту в городском комитете профсоюза работников лесной, бумажной и деревообрабатывающей промышленности, преподавала физическую культуру в московской общеобразовательной школе № 16. На протяжении многих лет занималась судейством соревнований по академической гребле, в 2016 году ей была присвоена квалификационная категория «судья всероссийской категории». 